# Rudolf Urtel
Rudolf Urtel (* 31. Januar 1906; † 6. März 1954) war ein deutscher Fernsehpionier.

## Leben
Nach dem frühen Tod seines Vaters brach er sein Jura-Studium ab und arbeitete ab 1928 im Telefunken-Röhrenvertrieb. 1934 kam er in das Labor von Prof. Fritz Schröter, wo er zusammen mit Robert Andrieu die Grundlagen der Ablenktechnik in Bildröhren erarbeitete. Er stieg zum stellvertretenden Laborleiter auf und fand zahlreiche Lösungen für Probleme wie Nachleuchtkompensation beim Lichtpunktabtaster und der Restseitenbandübertragung.
Im Zweiten Weltkrieg entwickelte er das Präzisions-Funkmessgerät Mannheim und war Instrukteur der Luftwaffe.
Nach dem Krieg studierte er in Erlangen Mathematik.
1947 übernahm er die technische Leitung der von der Reichspost-Forschungsstelle gegründeten Gesellschaft für elektrotechnische Anlagen (GETA).
Ab November 1948 war er Entwicklungsleiter bei der C. Lorenz AG im Werk Pforzheim für Fernsehtechnik, Empfänger, Sender und Fernseh-Richtfunkübertragung.
Die Technische Hochschule Stuttgart erteilte ihm einen Lehrauftrag für Fernseh- und Impulstechnik und fand eine Sonderregelung, ihn als Ingenieur ohne Hochschulstudium 1952 zum Doktoringenieur promovieren zu lassen.
Er war 1952 Gründungsmitglied der Fernsehtechnischen Gesellschaft (FTG, eingegangen in die FKTG) und gehörte dem ersten Vorstand an.

## Rudolf-Urtel-Preis
In Erinnerung an die Leistungen des Fernsehingenieurs und -pioniers wird von der Fernseh- und Kinotechnischen Gesellschaft e. V. (FKTG) seit 1956 der Rudolf-Urtel-Preis vergeben. Preisträger können Nachwuchsingenieure sein, deren exzellente Leistungen auf den Gebieten Fernsehen, Film und elektronische Medien dadurch gefördert werden sollen. Dabei müssen „die in Frage kommende Arbeiten eine bemerkenswerte wissenschaftliche oder technische Leistung bzw. eine besonders originelle Idee enthalten“. Der Preis wurde bislang (Stand: 2019) 44 mal vergeben; erster Preisträger war 1956 Helmut Schönfelder.